# (175718) Wuzhengyi
(175718) Wuzhengyi est un astéroïde de la ceinture principale.

## Description
(175718) Wuzhengyi est un astéroïde de la ceinture principale. Il fut découvert le 2 février 1997 à la station de Xinglong par le programme Beijing Schmidt CCD Asteroid Program. Il présente une orbite caractérisée par un demi-grand axe de 2,37 UA, une excentricité de 0,15 et une inclinaison de 2,3° par rapport à l'écliptique.

## Compléments